# Amparo Galindo
Amparo Galindo és una química espanyola, professora d'Enginyeria Química en Imperial College London, des de l'any 2002, i codirectora de l'Institut de Ciència i Enginyeria Molecular des de l'any 2020. La seva recerca se centra en el desenvolupament de nous enfocaments en mecànica estadística per a sistemes complexos i la seva aplicació per a entendre processos rellevants de processos industrials. L'any 2023, va rebre la Medalla Guggenheim de l'Institution of Chemical Engineers (IChemE).

## Biografia
Galindo va estudiar química en la Universitat Complutense de Madrid. Per fer la seva recerca predoctoral en química físca, es va traslladar a la Universitat de Sheffield. La seva tesi doctoral es va titular "Prediction of the phase equilibria of associating systems using the SAFT approach" ("Predicció de l'equilibri de fases de sistemes associatius utilitzant l'enfocament SAFT"). La seva recerca va utilitzar la teoria estadística de fluids associatius per a comprendre els equilibris de fases en aquesta mena de sistemes. Va passar un any a l'empresa BP (antiga British Petroleum) abans d'unir-se a la Universitat Tecnològica de Delft com a investigadora postdoctoral. L'any 1999, Galindo va treballa a la Universitat de Patras (Grècia) en el disseny molecular de cristalls líquids. 
L'any 2000, Galindo va ser nomenada investigadora sènior del Consell de Recerca en Enginyeria i Ciències Físiques en l'Imperial College de Londres. A més, va ser nomenada professora titular en 2002 i catedràtica en 2011. Els seus interessos se centren en el desenvolupament de mecànica estadística que ajudi a comprendre processos rellevants de la química industrial. En particular, cerca comprendre el comportament de fases complexes en separacions supercrítiques, polímers i cristalls líquids. Ha desenvolupat l'enfocament SAFT-γ Mie per a predir la solubilitat d'ingredients farmacèutics actius en dissolvents en entorns mixtos, una eina molt precisa per a la predicció de propietats en fluids complexos, ja que té en compte els enllaços d'hidrogen i les interaccions electroestàtiques. L'any 2018, Galindo va ser nomenada titular de la Càtedra Lilly/Royal Academy of Engineering en Sistemes Moleculars Farmacèutics per les seves aportacions en el desenvolupament de simulacions complexes per al descobriment de fàrmacs.
En 2023, Galindo va rebre la Medalla Guggenheim de l'Institution of Chemical Engineers. La Medalla, que porta el nom de d'Edward A. Guggenheim, fou creada  el 2014 per reconèixer les contribucions destacades en la investigació de la termodinàmica i fluids complexos. Es concedeix cada dos anys a investigadors que hagin aportat avenços significatius, ja sigui en tècniques experimentals, desenvolupaments teòrics o nous fluids amb aplicacions tecnològiques.

## Publicacions més importants
- Alexandros Lymperiadis; Claire S. Adjiman; Amparo Galindo; George Jackson (1 December 2007). "A group contribution method for associating chain molecules based on the statistical associating fluid theory (SAFT-gamma)". The Journal of Chemical Physics. 127 (23): 234903. doi:10.1063/1.2813894. ISSN 0021-9606. PMID 18154411. Wikidata Q48012373.[7]
- Alejandro Gil-Villegas; Amparo Galindo; Paul J. Whitehead; Stuart J. Mills; George Jackson; Andrew N. Burgess (8 March 1997). "Statistical associating fluid theory for chain molecules with attractive potentials of variable range". The Journal of Chemical Physics. 106 (10): 4168–4186. doi:10.1063/1.473101. ISSN 0021-9606.[8]
- Niall MacDowell; Nick Florin; Antoine Buchard; et al. (2010). "An overview of CO2 capture technologies". Energy & Environmental Science. 3 (11): 1645. doi:10.1039/C004106H. ISSN 1754-5692. Wikidata Q56016650.[9]